# West Palm Beach
West Palm Beach ist eine Stadt und der Sitz der Countyverwaltung (County Seat) des Palm Beach Countys im US-Bundesstaat Florida mit 117.415 Einwohnern (Stand: 2020). Damit ist sie auch die größte Stadt des Countys.
Im Jahr 2000 standen das Palm Beach County und seine Hauptstadt West Palm Beach im Zentrum einer Kontroverse um Wahlunregelmäßigkeiten, die nach Meinung mancher den Ausgang der US-amerikanischen Präsidentschaftswahl entschieden (siehe Bush v. Gore).

## Geographie
Nach den Angaben des United States Census Bureaus hat die Stadt eine Fläche von 150,7 km², wovon 142,8 km² auf Land und 7,9 km² (= 5,26 %) auf Gewässer entfallen.

## Geschichte
Die Stadt West Palm Beach wurde durch Henry Flagler als eine Siedlung gegründet, um den Beschäftigten von zwei sich auf der benachbarten Insel Palm Beach befindlichen Hotels Wohngelegenheiten zu schaffen. Die ursprüngliche Schreibweise lautete Westpalmbeach, aber aus Gründen des Aberglaubens – das Wort hat dreizehn Buchstaben, wurde die getrennte Schreibweise vorgezogen. Am 5. November 1894 trafen sich 78 Einwohner des Ortes und beschlossen die Statuierung West Palm Beachs als Town im damaligen Dade County (heute Miami-Dade County). Die Stadt war die erste inkorporierte Siedlung im County und im Süden des Bundesstaates. Der Stadtrat verabschiedete rasch Bestimmungen zur Bauordnung und die Zelte und Hütten wurden bald durch Gebäude aus Ziegeln und Stein ersetzt. Während des Florida-Landbooms in den 1920er Jahren wuchs die Stadt schnell und viele heute historische Bauwerke entstanden.
Die Stadtgeschichte ist wechselhaft. Vor der Gründung von Miami war West Palm Beach ein lokales wirtschaftliches und kulturelles Zentrum. Ursprünglich beabsichtigte Henry Flagler, dass seine Florida East Coast Railway (FEC) ihren Terminus in West Palm Beach haben sollte, aber schließlich beschloss er die Verlängerung bis nach Miami, die 1896 fertiggestellt wurde. Über viele Jahre hinweg herrschte zwischen beiden Städten Rivalität um die Bedeutung für Südflorida. Obwohl der ursprüngliche Zweck der Siedlung nur die Unterbringung der Bediensteten des wohlhabenden Palm Beach gewesen war, wurde West Palm Beach selbst zum vorantreibenden Zentrum der Gegend.
Im April 1924 wurde das Tochterunternehmen Florida, Western and Northern Railroad der Seaboard Air Line Railroad gegründet, das eine Bahnstrecke von Coleman über Sebring bis West Palm Beach bauen sollte, wo sie auf die FEC traf. Der gesamte Korridor wurde im Januar 1925 eröffnet.
Investitionen von Pratt & Whitney, IBM, RCA und anderen trugen dazu bei, dass die Stadt in den späten 1960er und den 1970er Jahren wieder auflebte. Der Brennpunkt des Interesses war nun aber das ganze County, nicht nur West Palm Beach.
In den 1960er Jahren wurde die Palm Beach Mall und eine Sporthalle fertiggestellt. Beide Projekte trugen zur Belebung der Stadt bei. Aufgrund eines hohen Leerstands und ethnischen Spannungen wurde Kriminalität allerdings ein ernsthaftes Problem. In den 1980er Jahren entdeckten neue Bewohner das historische Zentrum wieder und die Hochhäuser an der von Donald Trump finanzierten Trump Plaza sowie ein Unterhaltungs- und Einkaufszentrum entstanden. Clematis Street und CityPlace wurden Mittelpunkte des Nachtlebens von West Palm Beach.
Heute ist West Palm Beach erneut eine aufstrebende Stadt, die Skyline der Stadt ändert sich stetig. Neue Wohngebäude, Apartments und Geschäfte sind im Zentrum weit verbreitet und neue Gebäude entstehen in großer Zahl. Heruntergekommene Einfamilienhäuser werden renoviert und die Einwohnerzahl steigt. Die Stadt hat unlängst ein neues Versammlungszentrum erbaut, ebenso eine neue Bibliothek und ein Rathaus.

### Demographische Daten
Laut der Volkszählung 2010 verteilten sich die damaligen 99.919 Einwohner auf 54.179 Haushalte. Die Bevölkerungsdichte lag bei 699,7 Einw./km². 56,7 % der Bevölkerung bezeichneten sich als Weiße, 32,5 % als Afroamerikaner, 0,5 % als Indianer und 2,3 % als Asian Americans. 5,4 % gaben die Angehörigkeit zu einer anderen Ethnie und 2,7 % zu mehreren Ethnien an. 22,6 % der Bevölkerung bestand aus Hispanics oder Latinos.
Im Jahr 2010 lebten in 25,6 % aller Haushalte Kinder unter 18 Jahren sowie 26,9 % aller Haushalte Personen mit mindestens 65 Jahren. 53,8 % der Haushalte waren Familienhaushalte (bestehend aus verheirateten Paaren mit oder ohne Nachkommen bzw. einem Elternteil mit Nachkomme). Die durchschnittliche Größe eines Haushalts lag bei 2,26 Personen und die durchschnittliche Familiengröße bei 2,97 Personen.
22,5 % der Bevölkerung waren jünger als 20 Jahre, 30,0 % waren 20 bis 39 Jahre alt, 25,5 % waren 40 bis 59 Jahre alt und 21,9 % waren mindestens 60 Jahre alt. Das mittlere Alter betrug 38 Jahre. 48,7 % der Bevölkerung waren männlich und 51,3 % weiblich.
Das durchschnittliche Jahreseinkommen lag bei 45.806 $, dabei lebten 18,8 % der Bevölkerung unter der Armutsgrenze.
Im Jahr 2000 war Englisch die Muttersprache von 72,49 % der Bevölkerung, Spanisch sprachen 17,71 % und 9,8 % hatten eine andere Muttersprache.

## Sehenswürdigkeiten
Folgende Objekte sind im National Register of Historic Places gelistet:
- American National Bank Building
- Central Park Historic District
- Clematis Street Historic Commercial District
- Comeau Building
- Alfred J. Comeau House
- El Cid Historic District
- Ferndix Building
- Flamingo Park Historic Residential District
- Grandview Heights Historic District
- Guaranty Building
- Hatch’s Department Store
- Hurricane of 1928 African American Mass Burial Site
- Mango Promenade Historic District
- Mickens House
- Northboro Park Historic District
- Northwest Historic District
- Norton House
- Old Northwood Historic District
- Old Palm Beach Junior College Building
- Old West Palm Beach National Guard Armory
- Palm Beach Mercantile Company
- Pine Ridge Hospital
- Professional Building
- Prospect Park-Southland Park Historic District
- Clifton Rice House
- Seaboard Coastline Railroad Passenger Station
- Vedado Historic District
- Grant Van Valkenburg House

## Stadtteile
- Andros Isle
- Bay Winds
- Bear Island
- Bear Lakes Estates North
- Brelsford Park
- Briar Bay
- Bridgeport at Bay Winds
- Broadway
- Central Park
- Downtown/Downtown Neighborhoods
- Echo Lake
- Egret at Bay Winds
- El Cid
- Estates at Bay Winds
- Flamingo Park
- Foxhall
- Freshwater Lakes
- Grandview Heights
- Harbour at Bay Winds
- Ibis
- Ironhorse
- Lake Mangonia
- Lakes of Laguna
- Lakes of Laguna at Catalina
- Liberty Bay at Briar Bay
- Liberty Isles at Briar Bay
- Mango Promenade
- Monceaux
- North Shore
- North Tamarind
- Northboro Park
- Northend
- Northwest
- Northwood
- Northwood Estates
- Northwood Gardens
- Northwood Harbor
- Northwood Hills
- Northwood Pines
- Northwood Renaissance
- Northwood Shores
- Old Northwood
- Palm Beach Lakes
- Palm Beach Lakes South
- Palm Club Village
- Parker Ridge
- Parliament Golf Villas
- Pelican at Bay Winds
- Pineapple Park
- Pinewood
- Pinewood Park
- Pleasant City
- Poinciana Park
- Presidential Estates
- Presidential Way
- Progressive Northwest
- Prospect Park
- Prospect Heights
- Providencia Park
- Regatta Cove at Bay Winds
- Riverwalk of the Palm Beaches
- Roosevelt Estates
- Roosevelt Estates-North
- Sail Harbor at Briar Bay
- Sapphire at Bay Winds
- Sandalwood Lakes
- South Dixie Antique Row
- South End
- Southland Park
- Southside Business
- Southside Neighborhood
- Southwest Neighborhood
- Spencer Lakes
- Sunshine Park
- Tamarind/Northwest Business
- The Coves at Briar Bay
- The Palm Club Village II
- The Tides at Briar Bay
- Townhouse Court Estates
- Vedado (Park)
- Villages of Palm Beach Lakes
- Waters Edge at Briar Bay
- Westfield

## Klimatabelle
|                       | Jan  | Feb  | Mär  | Apr  | Mai   | Jun   | Jul   | Aug   | Sep   | Okt   | Nov   | Dez  |   |       |
| Mittl. Tagesmax. (°C) | 23,6 | 24,4 | 26,0 | 27,8 | 29,8  | 31,2  | 32,2  | 32,2  | 31,4  | 29,4  | 26,7  | 24,4 | ⌀ | 28,3  |
| Mittl. Tagesmin. (°C) | 13,2 | 13,6 | 16,2 | 18,2 | 20,9  | 22,8  | 23,6  | 23,9  | 23,7  | 21,5  | 18,1  | 14,8 | ⌀ | 19,2  |
|                       |      |      |      |      |       |       |       |       |       |       |       |      |   |       |
| Niederschlag (mm)     | 71,1 | 68,3 | 93,0 | 73,9 | 155,7 | 205,5 | 156,0 | 152,9 | 216,7 | 167,6 | 119,1 | 63,2 | Σ | 1543  |
|                       |      |      |      |      |       |       |       |       |       |       |       |      |   |       |
| Sonnenstunden (h/d)   | 5,0  | 5,0  | 5,4  | 5,5  | 5,8   | 4,7   | 4,8   | 4,5   | 3,9   | 4,1   | 4,9   | 4,5  | ⌀ | 4,8   |
|                       |      |      |      |      |       |       |       |       |       |       |       |      |   |       |
| Regentage (d)         | 6,0  | 6,0  | 5,9  | 4,6  | 9,4   | 12,5  | 12,4  | 13,4  | 14,5  | 10,3  | 7,4   | 5,9  | Σ | 108,3 |
|                       |      |      |      |      |       |       |       |       |       |       |       |      |   |       |
| Luftfeuchtigkeit (%)  | 73   | 72   | 70   | 68   | 72    | 77    | 77    | 76    | 78    | 74    | 73    | 73   | ⌀ | 73,6  |

| 13,2 |

| 13,6 |

| 16,2 |

| 18,2 |

| 20,9 |

| 22,8 |

| 23,6 |

| 23,9 |

| 23,7 |

| 21,5 |

| 18,1 |

| 14,8 |

| 13,2 |

| 13,6 |

| 16,2 |

| 18,2 |

| 20,9 |

| 22,8 |

| 23,6 |

| 23,9 |

| 23,7 |

| 21,5 |

| 18,1 |

| 14,8 |

## Verkehr
Durch das Stadtgebiet verläuft die Interstate 95 sowie parallel dazu der Florida’s Turnpike. Weitere durch West Palm Beach führende Straßen sind die U.S. Highways 1 und 98 sowie die Florida State Roads 80, 700, 704, 809 und 882.
Über den Bahnhof West Palm Beach ist die Stadt an die Florida East Coast Railway angeschlossen. Hier verkehren im Fernverkehr die Züge der Amtrak in Richtung Miami und New York City. Außerdem ist der Bahnhof eine Station an der im Regionalverkehr bedienten Bahnstrecke der Tri-Rail zwischen Miami und Mangonia Park. Der städtische Busverkehr wird von der Palm Tran sichergestellt.
Im Januar 2018 wurde durch die Bahngesellschaft All Aboard Florida eine Brightline genannte, neue Zugverbindung über die Gleise der Florida East Coast Railway von Miami über Fort Lauderdale nach West Palm Beach eingeführt. Eine Verlängerung dieses Services bis zum Flughafen Orlando ging am 25. September 2023 in Betrieb.
Der Flughafen der Stadt ist der Flughafen Palm Beach direkt westlich der Stadt. Außerdem besitzt West Palm Beach mit dem Hafen Palm Beach am nördlichen Stadtrand zu Riviera Beach einen Seehafen am Atlantischen Ozean.

## Kriminalität
Die Kriminalitätsrate lag im Jahr 2010 mit 474 Punkten (US-Durchschnitt: 266 Punkte) im hohen Bereich. Es gab 19 Morde, 49 Vergewaltigungen, 264 Raubüberfälle, 457 Körperverletzungen, 1246 Einbrüche, 3415 Diebstähle, 391 Autodiebstähle und 17 Brandstiftungen.

## Persönlichkeiten
Gebürtige Personen:

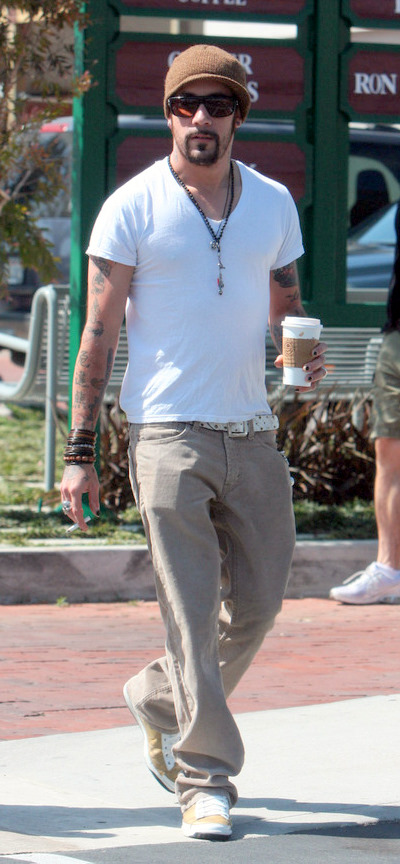
A.J. McLean

- Peggy Stewart (1923–2019), Schauspielerin
- Theodore Shackley (1927–2002), CIA-Agent
- Virginia Spencer Carr (1929–2012), Literaturwissenschaftlerin
- Harry A. Johnston (1931–2021), Politiker
- Adrian Rogers (1931–2005), Präsident der Southern Baptist Convention
- F. Wayne King (1936–2022), Herpetologe, Naturschützer, Hochschullehrer und Museumsdirektor
- Michael Conway Baker (* 1937), kanadischer Komponist und Musikpädagoge
- Chris Robinson (1938–2025), Schauspieler
- Dickey Betts (1943–2024), Gitarrist und Rockmusiker
- George McCrae (* 1944), Pop- und R&B-Sänger
- Mary Helen Johnston (* 1945), Wissenschaftlerin und Astronautin
- Jimmy „Bo“ Horne (* 1949), Musiker, Sänger und Aufnahmekünstler
- Thomas Wenski (* 1950), römisch-katholischer Erzbischof von Miami
- Walter Thompson (* 1952), Komponist und Improvisationsmusiker
- Scott Henderson (* 1954), Gitarrist
- James G. Stavridis (* 1955), Admiral
- Ottis Anderson (* 1957), American-Football-Spieler
- Jake Heggie (* 1961), Komponist und Pianist
- Courtney Hawkins (* 1967), Hürdenläufer
- Heath Evans (* 1978), American-Football-Spieler
- AJ McLean (* 1978), Sänger der Backstreet Boys
- David Rheem (* 1980), Pokerspieler
- Gunnar Jeannette (* 1982), Autorennfahrer
- Mary Elise Hayden (* 1985), Schauspielerin
- Jarrod Saltalamacchia (* 1985), Baseball-Spieler
- Cassadee Pope (* 1989), Pop- und Countrysängerin
- Brooks Koepka (* 1990), Profigolfer
- Sam Soverel (* 1990), Pokerspieler
- Jacoby Brissett (* 1992), American-Football-Spieler
- Diamond DeShields (* 1995), Basketballspielerin
- Mayra Pelayo-Bernal (* 1997), mexikanisch-US-amerikanische Fußballspielerin
- Travis Hunter (* 2003), American-Football-Spieler
- Gabrielle Nevaeh Green (* 2005), Schauspielerin und Sängerin

Bekannte Einwohner:
- James Last (1929–2015), deutscher Bandleader
- Jack Millman (* 1930), Jazz-Musiker
- Pablo Barrios (* 1964), venezolanischer Springreiter
- Edgar Mitchell (1930–2016), NASA-Astronaut, der als sechster Mensch den Mond betrat
- Alexis Ohanian (* 1983), Unternehmer und Investor